# The Time of Our Lives (album)
Pour les articles homonymes, voir The Time of Our Lives.
Albums de Miley Cyrus
Breakout
(2008) Can't Be Tamed
(2010)
The Time of Our Lives est le premier EP de la chanteuse américaine Miley Cyrus avec son propre nom de scène. 
L'album est sorti en France le 30 novembre 2009.

## Liste des pistes
L'album comprend huit chansons :
| No | Titre                                                                                      | Auteur                                          | Durée |
| -- | ------------------------------------------------------------------------------------------ | ----------------------------------------------- | ----- |
| 1. | Kicking and Screaming                                                                      | John Shanks, Kara DioGuardi                     | 2:58  |
| 2. | Party in the U.S.A.                                                                        | Dr. Luke, Claude Kelly, Jessica Ellen Cornish   | 3:22  |
| 3. | When I Look at You                                                                         | Shanks, Hillary Lindsey                         | 4:08  |
| 4. | The Time of Our Lives                                                                      | Dr. Luke, Kelly, Kesha Sebert, Pebe Sebert      | 3:32  |
| 5. | Talk Is Cheap                                                                              | Shanks, Amy Lindop                              | 3:40  |
| 6. | Obsessed                                                                                   | Roger Lavoie                                    | 4:03  |
| 7. | Before the Storm (Live) (featuring Jonas Brothers)                                         | Nick Jonas, Joe Jonas, Kevin Jonas, Miley Cyrus | 4:35  |
| 8. | The Climb (qui a déjà été un single, en février 2009 sur la BO de Hannah Montana, le film) | Jessi Alexander, Jon Mabe                       | 3:55  |

## Réception

### Réception commerciale
L'album a atteint la 2e place au Billboard 200, en 2e, 3e et 5e semaines.
The Time of our Lives est le 30e album le plus vendu de l'année 2009 avec 1 598 000 copies[réf. nécessaire].

## Certifications
| Pays              | Certification | Unités certifiées |
| ----------------- | ------------- | ----------------- |
| États-Unis (RIAA) | 3 × Platine   | 3 000 000         |